# Pausdorf
Pausdorf ist ein Gemeindeteil der Stadt Scheßlitz im oberfränkischen Landkreis Bamberg in Bayern.

## Geografie
Das Dorf liegt in der Fränkischen Alb, etwa vier Kilometer nördlich von Scheßlitz im Tal des Krebsbaches auf einer Höhe von 392 m ü. NHN.

## Geschichte
Die Bayerische Uraufnahme zeigt Pausdorf in den 1810er Jahren als ein Dorf mit 21 Herdstellen.
Pausdorf war ein Gemeindeteil der Gemeinde Roschlaub, das im Zuge der Gebietsreform in Bayern im Jahr 1972 nach Scheßlitz eingemeindet wurde.

## Baudenkmäler
Im Bereich des Dorfkreuzes befindet sich die 1903 errichtete Kapelle Unbefleckte Empfängnis, die unter Denkmalschutz steht.:12 Außer der Kirche sind noch etwa ein halbes Dutzend Bauern- und Wohnstallhäuser aus dem 17. bis 19. Jahrhundert im Ort erhalten.:20